# Franz Islacker
Franz „Penny“ Islacker (* 3. Februar 1926 in Essen; † 1. Juli 1970) war ein deutscher Fußballspieler. Als Spieler von Rot-Weiss Essen gewann er 1953 den DFB-Pokal und 1955 die deutsche Fußballmeisterschaft.

## Laufbahn
Der Außenläufer, der auch als Halbstürmer zum Einsatz kam und den Schüsse aus nahezu allen Lagen und akrobatische Einlagen auszeichneten, begann seine Karriere bei TuS Helene Altenessen. Über VfR Mannheim (1949/50) und den Rheydter SpV (1950–1952) kam er zur Runde 1952/53 – Torhüter Fritz Herkenrath war ein weiterer Neuzugang bei RWE – zu Rot-Weiss Essen, wo er seine größten Erfolge feierte.
1953 stand Rot-Weiss Essen nach Siegen gegen den SSV Jahn Regensburg (5:0), VfL Osnabrück (2:0), Hamburger SV (6:1) und den SV Waldhof Mannheim (3:2) im Endspiel um den DFB-Pokal und gewann mit 2:1 gegen Alemannia Aachen. Islacker und Rahn schossen die Essener Tore, Jupp Derwall konnte nur noch den Anschlusstreffer erzielen.
Ein Jahr später wurden die Essener in der Oberliga West Vizemeister: Erst ein Siegtor der Kölner in der 90. Minute des letzten Saison-Spieles am 11. April 1954 gab den Ausschlag für die Domstädter. Köln gewann dadurch das Spiel mit 2:1 Toren beim SV Sodingen und somit konnte auch der gleichzeitige 4:2 – in der 87. Minute erzielte „Penny“ Islacker das 3:2 und in der 89. Minute Helmut Rahn den 4:2-Endstand – Heimerfolg der Mannschaft von der Hafenstraße gegen den FC Schalke 04 mit einem Punkt Rückstand, nicht mehr als die Vizemeisterschaft einbringen. Durch die Fußballweltmeisterschaft 1954 in der Schweiz führte der DFB eine verkürzte Meisterschaftsendrunde durch, der Westvize konnte daran nicht teilnehmen. Die Mannschaft aus Bergeborbeck wurde durch den Vereins-Patron Georg Melches durch eine neunwöchige Amerika-Reise, die sie nach Argentinien, Uruguay, Bolivien, Peru, Ecuador, Kolumbien und in die USA führte, mehr als nur entschädigt.
In der Saison 1954/55 lief es dafür bedeutend besser. Ausgestattet mit einem komfortablen 6-Punkte-Vorsprung in der Oberliga West schafften die Mannschaft mit dem neuen Trainer Fritz Szepan den Einzug in die Endrunde um die deutsche Meisterschaft. In der Gruppe 2 belegte man dann unangefochten mit 10:2 Punkten aus sechs Spielen Platz eins vor Bremerhaven 93, Kickers Offenbach und Wormatia Worms. Beim Gruppenspiel am 5. Juni gegen Kickers Offenbach zeichnete sich Islacker beim 4:1-Heimsieg als vierfacher Torschütze aus. Im Endspiel traf man auf den 1. FC Kaiserslautern.
In Hannover vor 80.000 Zuschauern wurden die Pfälzer knapp mit 4:3 geschlagen. Drei Tore der Essener erzielte dabei „Penny“ Islacker. Bemerkenswert ist, dass er ab der 70. Minute nach einem Zweikampf mit Horst Eckel sich am Knie verletzte und vom Platz getragen werden musste. Da es damals noch keine Auswechselmöglichkeit im Fußball gab, musste er humpelnd durchspielen. Trotzdem erzielte er in der 85. Minute das Siegtor.
Die Erfolgsserie der Essener endete schon ein Jahr später. Der Verlust von Bernhard Termath und August Gottschalk konnte nicht kompensiert werden und so landete man in der Oberliga West nur auf Platz fünf.
Aufgrund der Essener Erfolge konnte „Penny“ Islacker im Jahre 1954 auch einen Länderspieleinsatz verzeichnen. Allerdings verlor man gegen Frankreich mit 1:3 und damit endete seine Nationalmannschaftskarriere schon wieder. Zuvor war er durch Bundestrainer Sepp Herberger einmal in der B-Nationalmannschaft beim Länderspiel am 22. März 1953 in Wien gegen Österreich eingesetzt worden.
Bei RWE spielte er noch bis 1961. Insgesamt bestritt Islacker 251 Oberligaspiele (28 für Mannheim, 48 für Rheydt, 175 für RWE) und erzielte darin 136 Treffer (12 für Mannheim, 24 für Rheydt, genau 100 für die Bergeborbecker). Zum Abschluss seiner Karriere schloss er sich zur Saison 1961/62 dem in die 2. Liga West aufgestiegenen SV Neukirchen an.
Nach seiner Fußballkarriere betrieb Islacker mit seiner Frau eine Gaststätte. Er starb am 1. Juli 1970 nach einem Schlaganfall und nicht, wie gelegentlich angegeben, bei einem Autounfall.
Sein Sohn Frank Islacker spielte in der Bundesliga beim VfL Bochum – in der Runde 1982/83 drei Spiele –, seine Enkelin Mandy Islacker hat es zur Nationalspielerin gebracht.